# محمد حنیف‌نژاد
محمّد حنیف‌نژاد (۱۳۱۷ – ۴ خرداد ۱۳۵۱) از بنیان‌گذاران سازمان مجاهدین خلق ایران بود. وی به همراه سعید محسن و علی‌اصغر بدیع‌زادگان، سازمان مجاهدین خلق را در نیمه شهریور سال ۱۳۴۴ پایه‌ریزی کرد. محمد حنیف‌نژاد در سال ۱۳۵۰ توسط ساواک دستگیر و در چهارم خرداد ۱۳۵۱ به همراه سایر بنیانگذاران و دو تن از اعضای مرکزیت سازمان مجاهدین خلق ایران اعدام شد.
حنیف‌نژاد با تأکید بر اسلام انقلابی و دموکراتیک به عنوان تئوری راهنمای عمل، مشخص کرد که به لحاظ اجتماعی و اقتصادی مرز بین حق و باطل، مرز بین با خدا و بی خدا نیست، مرز واقعی، بین استثمار شونده و استثمارگر است. در همین راستا معتقد بود که ضامن اجرای این اندیشه، وجود تشکیلاتی انقلابی است.

## زندگی و فعالیت‌ها
محمّد حنیف‌نژاد در سال ۱۳۱۷ در محله مارالان شهر تبریز متولد شد. تحصیلات ابتدایی و متوسطه را در دبستان همام و دبیرستانهای منصور و فردوسی این شهر گذراند. او در سال ۱۳۳۸ به دانشگاه تهران راه یافت و در سال ۱۳۴۲ در رشته مهندسی ماشین آلات کشاورزی از دانشکده کشاورزی دانشگاه تهران، واقع در کرج، فارغ‌التحصیل شد و دورهٔ وظیفهٔ سربازی را با درجهٔ افسری در تهران و مرکز توپخانهٔ اصفهان به پایان برد.

### فعالیت سیاسی
حنیف‌نژاد در دوران تحصیل دانشجویی فعال و مسئول انجمن اسلامی دانشجویان بود و در جریانات دانشجویی سال‌های ۱۳۳۹ تا ۱۳۴۲ در جبههٔ ملی و نهضت آزادی فعال بود. در بهمن ۱۳۴۱ و پس از حملهٔ کماندوهای شاه به دانشگاه دستگیر شد و به زندان افتاد و ۷ ماه در زندان‌های قزل‌قلعه و قصر محبوس بود. وی در داخل زندان نیز از فعالیت بازنایستاد و با تشکیل جلسات سخنرانی و بحث و انتقاد، جو مقاومت در زندان را تقویت می‌کرد.

## بنیانگذاری سازمان مجاهدین خلق ایران
محمد حنیف‌نژاد همیشه به این فکر می کرد که چگونه می‌توان جنبش آزادی‌خواهانه مردم ایران را از بن‌بست در آورد، پس از مدتی مطالعه و جمعبندی از حوادث و مبارزات ایران و جهان، مخصوصا با مطالعه در روش احزاب سیاسی ایران و علل شکست آنها، به این نتیجه رسید که دوران کارهای رفرمیستی گذشته است و تنها راه مبارزه، راه انقلاب مسلحانه می‌باشد و لذا در ۱۵ شهریور سال ۱۳۴۴ به همراه سعید محسن و علی‌اصغر بدیع‌زادگان، هسته اولیه سازمان مجاهدین خلق را پایه‌ریزی کرد. در زمان بنیانگذاری صرفاً آن را «سازمان» می‌نامیدند. اولین بیانیه رسمی به نام «سازمان مجاهدین خلق ایران» در اسفند ۱۳۵۰ منتشر شد.
حنیف‌نژاد در سال ۱۳۴۱ در زندان قزل‌قلعه با سعید محسن آشنا شد. آن‌ها معتقد بودند که برخورد رژیم شاه با تظاهرات ۱۵ خرداد ۴۲ باعث تغییر فاز مبارزه شده است. به گفته محمد حنیف‌نژاد «کشتار مردمی که دست خالی بودند، نشان داد که دیگر نمی‌توان با شیوه‌های گذشته به مبارزه ادامه داد». آنان در کنار مبارزه به مطالعاتی وسیع دربارهٔ اسلام و همین‌طور مکاتب غربی و نیز مبارزات مردم ایران و دیگر کشورهای جهان پرداختند و به ضرورت مبارزهٔ مسلحانه رسیدند و سازمان را بنیانگذاری کردند.
حنیف‌نژاد و اعضای اولیه سازمان مجاهدین خلق در راستای استخراج پاسخ‌های نو برای مسائل کهنه و نو از دل اسلام و از این راه دستیابی به قرائتی نو و پوینده از اسلام و تدوین و ارائه آن تلاش بسیار کردند و می‌کوشیدند تا از دل تاریخ تشیع، مشی مبارزه را متناسب با روزگار نو پیدا کنند. وی به همراه سعید محسن و علی‌اصغر بدیع‌زادگان از مهندس بازرگان، آیت‌الله طالقانی و دکتر سحابی نخستین درس‌های اسلامِ سازگار با عصر نو و پاسخگو به مسائل نو را آموختند.

## دستگیری و اعدام

### دستگیری
محمد حنیف‌نژاد به همراه اکثر اعضای اصلی سازمانی که بعدها با نام «سازمان مجاهدین خلق» اعلام موجودیت کرد، به دنبال حمله ساواک در یک خانه دستگیر شد. یکی از اعضای ساواک که ناصر صادق جهت گرفتن اسلحه از کرمانشاه به وی معرفی شده بود، عامل این لو رفتن بود. آنها پس از دستگیری تحت شکنجه‌های طاقت‌فرسای ساواک قرار گرفتند. گفته می‌شود که محمد حنیف‌نژاد در اثر صدمات وارده از شکنجه، اکثر اوقات بیهوش می‌شد. چشم و بینی او در اثر شکنجه مصدوم و پاهای او آسیب دیده بود.
محمد به یارانش گفته بود: «در دادگاه، اول به من حبس ابد داده‌اند و گفته‌اند که اگر یکی از سه شرط را به جا آوری، اعدام نخواهی شد: بگویی که ما مخالف مبارزهٔ مسلحانه هستیم، یا بگویی که اسلام ضد مارکسیسم است؛ و شرط سوم هم این‌که بگویی که ما را عراق فرستاده است. من هیچ‌کدام از این شروط را قبول نکردم».

### آخرین پیام
محمد حنیف‌نژاد در آخرین پیام خود چنین گفت: «انقلابیون و پیشتازان خلق همچون چراغی نورافروز، خود می‌سوزند تا روشنی‌بخش حیات انسانهای دیگر باشند. بهمین دلیل آنها را می‌توان نمونه و تبلور آرمانهای انسانی خلق دانست و آنها را سمبل، راهنما و روشنی‌افروز طریق نجات محرومان شمرد… به هرحال رمز پیروزی ما در حفظ وحدت دائمی سیاسی و تشکیلاتی گروه است که در مساعی زیر متجلی می‌گردد: ۱ـ وحدت تشکیلاتی ۲ـ وحدت استراتژیک ۳ـ وحدت ایدئولوژیک، به این ترتیب تنها ضامن پیروزی، حفظ دقیق اصول راجع به وحدت است که تنها و تنها از طریق اصل انتقاد و انتقاد از خود و اصل ادامه بقاء پیشتاز حفظ می‌شود.»

### اعدام
در بامداد روز ۴ خرداد ۱۳۵۱ محمد حنیف‌نژاد به همراه دیگر بنیانگذاران سازمان مجاهدین، سعید محسن و اصغر بدیع‌زادگان و دو تن از اعضای کادر مرکزی سازمان، عبدالرسول مشکین‌فام و محمود عسگری‌زاده، در میدان چیتگر تهران تیرباران شدند.
حسین شاه‌حسینی، عضو شورای مرکزی جبههٔ ملی ایران، که در سال ۱۳۵۱ در زندان قزل‌قلعه بوده، داستان اعدام محمد حنیف‌نژاد را به شرح زیر نقل کرد:
«گروهبان ساقی، مسئول زندان قزل‌قلعه … صبح روز ۴ خرداد ۱۳۵۱ … به سلول من آمد. رنگ پریده و عصبی می‌نمود. احوالش را پرسیدم. گفت: امروز شاهد منظره‌ای بودم که تا عمر دارم فراموش نمی‌کنم. حدود ساعت ۴ صبح قرار بود حکم اعدام دربارهٔ حنیف‌نژاد و دوستانش اجرا شود. من هم ناظر واقعه بودم. هنگامی که به اتّفاق یکی دیگر از مأمورین زندان به سلّول او رفتیم تا او را برای اجرای مراسم اعدام به میدان تیر چیتگر ببریم، حنیف‌نژاد بیدار بود. همین که ما را دید، گفت: می‌دانم برای چه آمده‌اید. آنگاه، رو به قبله ایستاد و با تلاوت آیاتی از قرآن، دستها را بالا برد و گفت: خدایا، شاکرم به درگاهت. این توفیق را نصیبم کردی که در راه آرمانم شهید شوم… سپس، همراه ما به راه افتاد… او را به طرف میدان تیر حرکت دادیم. در طول راه تکبیرگویان، شکرگزاری می‌کرد و تا لحظهٔ تیرباران بدین کار ادامه داد، گویی به عروسی می‌رفت!...».
محل دفن وی در قطعه ۳۳ بهشت زهرا در تهران است.

## ازدواج
همسر حنیف‌نژاد پوران بازرگان بود. پوران در سال ۱۳۵۳ با تراب حق‌شناس ازدواج کرد و پس از انقلاب به پاریس رفتند تا اینکه در ۱۳۸۶ در آنجا درگذشت.

## یادبودها
- در سال‌های ابتدایی پس از انقلاب ۱۳۵۷ یکی از خیابان‌های اصلی شهر تهران به نام خیابان شاهپور به نام شهید محمد حنیف‌نژاد نام‌گذاری شده بود که در سال ۱۳۶۱ نام این خیابان عوض شد و هم‌اکنون خیابان وحدت اسلامی نام دارد.
- در مسجدسلیمان خیابانی از مرکز شهر منتهی به میدان همافران به نام وی نام‌گذاری شده است و هنوز هم به همین نام معروف است.